# اندیس شمال کوه کفوت
شمال کوه کفوت یک اندیس فلزی است که در حوالی شهر بم استان کرمان قرار دارد و مادهٔ معدنی موجود در آن، مس است.  